# Зубы (фильм, 2007)
«Зубы» (англ. Teeth) — американская независимая комедия ужасов 2007 года. Режиссёром, продюсером и сценаристом выступил Митчелл Лихтенштейн.

## Сюжет
Дон О’Киф — девушка из христианской группы воздержания под названием «Обещание». Она посещает собрания со своими друзьями, Алишей и Филом. Дома она несколько раз слышит, как её сводный брат Брэд и его девушка Мелани спорят на тему того, что молодой человек не хочет заниматься с ней вагинальным сексом, настаивая на том, что заниматься надо только анальным сексом.
Однажды после выступления перед своей группой с речью о кольце непорочности, которое носят все члены группы, Дон знакомится с юношей по имени Тоби, которого она находит весьма привлекательным. Теперь друзья-единомышленники встречаются вчетвером. У Дон есть фантазии о том, чтобы выйти замуж за Тоби, но, признав обоюдное влечение, они соглашаются, что не могут проводить время вместе. Однако их хватает ненадолго, и вскоре они встречаются у местного водоёма. Искупавшись вместе, они идут в пещеру, чтобы согреться, и там начинают целоваться. Дон начинает чувствовать себя некомфортно и пытается заставить Тоби вернуться на улицу, но молодой человек становится всё более настойчивым и агрессивным. Дон начинает паниковать и пытается оттолкнуть юношу. Завязывается потасовка, в ходе которой Тоби ударяет Дон головой о землю, отчего она теряет сознание; Тоби пользуется ситуацией, чтобы изнасиловать её. Дон сопротивляется и неожиданно откусывает его пенис своим влагалищем. Охваченная ужасом от того, что она сделала, Дон убегает с места происшествия. После планового посещения «Обещания» она встречает на танцах своего одноклассника Райана; они мило беседуют, и после он подвозит её до дома.
Через некоторое время девушка возвращается к месту того злополучного купания. Там она кричит от ужаса, когда видит валяющийся на земле пенис Тоби, по которому ползает краб, и роняет с утёса своё кольцо непорочности. Она начинает изучать тему vagina dentata и приходит к выводу, что оно у неё может быть. Дон отправляется к гинекологу, доктору Годфри, в попытке выяснить, что же с ней происходит. Врач оказывается сексуально озабоченным и нападает на девушку под видом осмотра, залезая в неё без перчатки; Дон впадает в панику, и её влагалище откусывает четыре пальца на руке доктора. Она возвращается домой на велосипеде, и мимо неё проезжает несколько полицейских машин, и девушка видит кого-то за рулём машины, похожей на машину Тоби. Она решает снова вернуться к месту купания, чтобы разобраться. Приехав, она видит, как полиция поднимает из воды тело Тоби — предположительно, он умер от болевого шока. Тем временем дома больная мать Дон, Ким О’Киф, теряет сознание. Дон возвращается домой и застаёт её лежащей на полу, в то время как Брэд и Мелани занимаются сексом в комнате. Ким отвозят в больницу.
Дон обращается за помощью к Райану, пребывая в истерике из-за всего случившегося: свидания с Тоби, осмотра у гинеколога, происшествия с матерью. Райан даёт ей успокоительное и мастурбирует вибратором. Хотя поначалу она боится причинить ему боль, вскоре обнаруживает, что, если она расслаблена и соглашается на происходящую сексуальную активность, её «зубы» не активируются. На следующее утро они занимаются полноценным сексом, но прямо во время коитуса Райану звонит его друг. Райан самодовольно хвастается, что они с другом поспорили, сможет ли он трахнуть Дон. В гневе её влагалище откусывает пенис юноши, и она оставляет его.
Возникает конфликт между отчимом Дон, Биллом, и Брэдом; прямо во время которого Брэд признаётся Дон в любви. Ким О’Киф умирает в больнице, приехавшая туда Дон встречает там своего отчима и Мелани. Она видит, как тяжело переживает утрату Билл; узнаёт от Мелани, как Брэд в тот день приказал ей игнорировать крики матери о помощи; поэтому она, ободрённая своим новым даром, возвращается домой, чтобы отомстить. Дон делает себе шикарный макияж и отправляется соблазнять сводного брата. В разгар соития Брэд внезапно вспоминает, что, когда они были ещё детьми, Дон укусила его за палец, причём укусила не ртом. Едва он осознает это своё воспоминание, влагалище Дон откусывает ему пенис. Она бросает откушенный о́рган на пол, Брэд зовёт свою собаку, чтобы она укусила обидчицу, но животное вместо этого съедает отгрызенный пенис хозяина, выплёвывая головку с огромным пирсингом. Дон оставляет Брэда, и тот, предположительно, вскоре истекает кровью до смерти.
Дон уезжает из дома на своём велосипеде, но вскоре пробивается шина, и ей приходится продолжить путешествие автостопом. Её подвозит шофёр-старик, девушка засыпает в машине на несколько часов, просыпаясь с наступлением темноты на заправочной станции. Двери заблокированы, а старик намекает ей, что та должна удовлетворить его, чтобы заслужить свободу. Дон колеблется, затем смотрит в камеру и поворачивается к старику с соблазнительной улыбкой…

## В ролях
В порядке указания в титрах
- Джесс Вейкслер — Дон[2] О’Киф
- Джон Хенсли — Брэд
- Джош Пэйс[англ.] — доктор Годфри
- Хейл Эпплмен — Тоби
- Ленни фон Долен — Билл, отчим Дон
- Вивьенн Бенеш — Ким О’Киф, мать Дон
- Эшли Спрингер[англ.] — Райан, одноклассник Дон
- Нейтан Парсонс — юноша, брызгающий содовой

## Награды и номинации
- 2007 — Берлинский кинофестиваль — «Золотой медведь» в категории «Лучший полнометражный фильм» Митчеллу Лихтенштейну — номинация.
- 2007 — Премия «Готэм» в категории «Выдающаяся (прорывная) актриса» Джесс Вейкслер — номинация.
- 2007 — Фестиваль американского кино в Довиле — Специальный гран-при Митчеллу Лихтенштейну — номинация.
- 2007 — Кинофестиваль в Сиджесе — награда Митчеллу Лихтенштейну в категории «Лучший фильм» — номинация.
- 2007 — Кинофестиваль «Сандэнс» — Специальный приз жюри Джесс Вейкслер «за сочное и сногсшибательное исполнение роли»[3].
- 2008 — Кинофестиваль «Сандэнс» — Гран-при жюри Митчеллу Лихтенштейну[англ.].
- 2008 — Кинофестиваль в Жерармере — Специальный приз жюри Митчеллу Лихтенштейну.
- 2009 — Fangoria Chainsaw Awards[англ.] в категориях «Лучший сценарий», «Лучшая актриса» и «Лучшая музыка» — номинации.

## Производство и показ
Название и сюжет ленты отсылает к известной легенде «вагина с зубами».
Премьера фильма состоялась 19 января 2007 года на кинофестивале «Сандэнс». Затем в течение года он официально был показан в почти четырёх десятках стран: как на кинофестивалях, так и в ограниченном театральном прокате, во многих странах он был выпущен сразу на DVD.

## Критика
Фильм в основном получил положительные отзывы.
- Rotten Tomatoes. «Умный, оригинальный и ужасно забавный фильм привносит свежий феминистский оттенок в ряды фильмов ужасов»[4].
- Мистель Браббе, художественный руководитель кинофестиваля «Сандэнс». «Это был один из самых обсуждаемых фильмов на кинофестивале Сандэнс в этом [2007] году»[5].